# Auf der Muggenburg

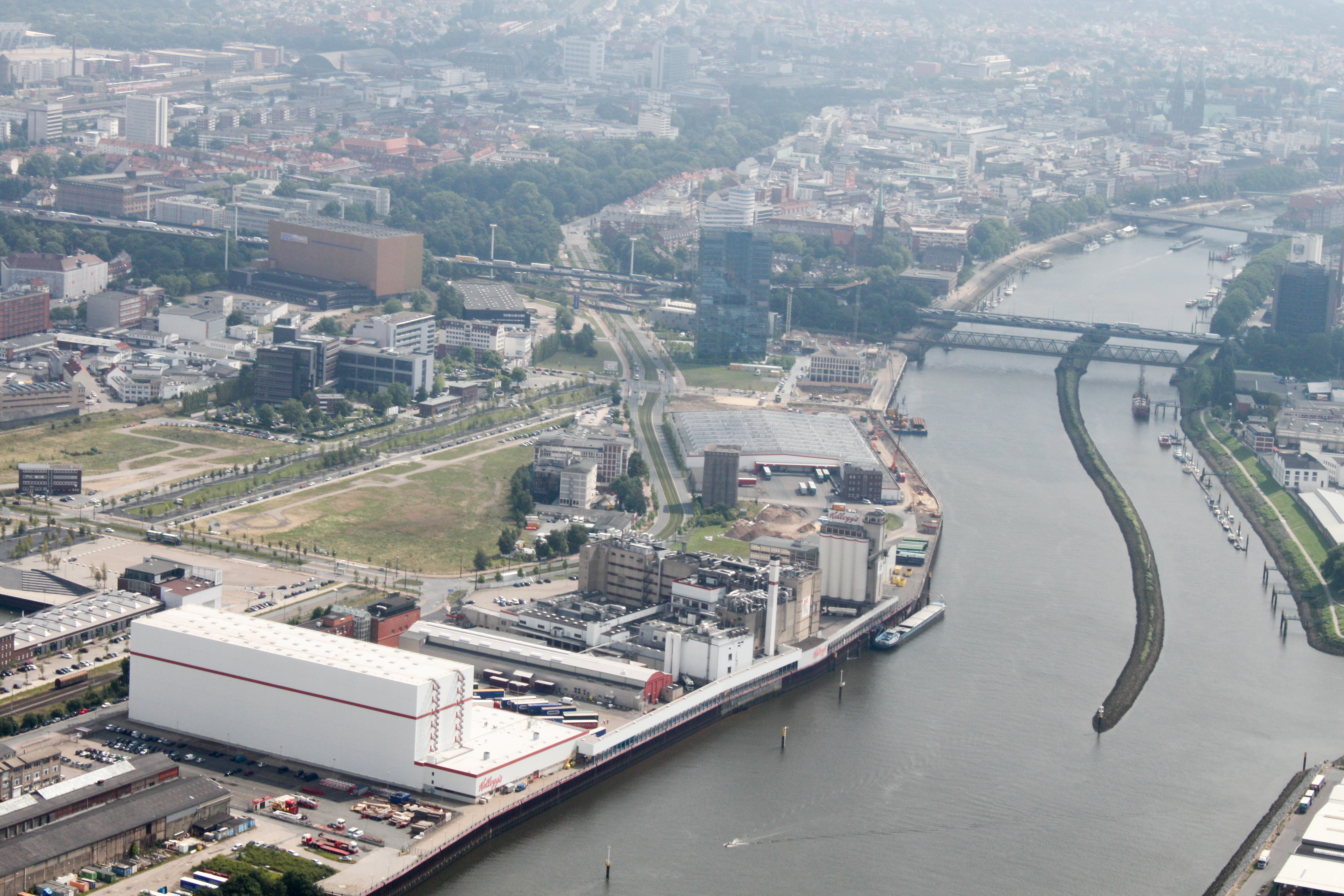
Kellog’s, Quartier Überseeinsel, Muggenburg

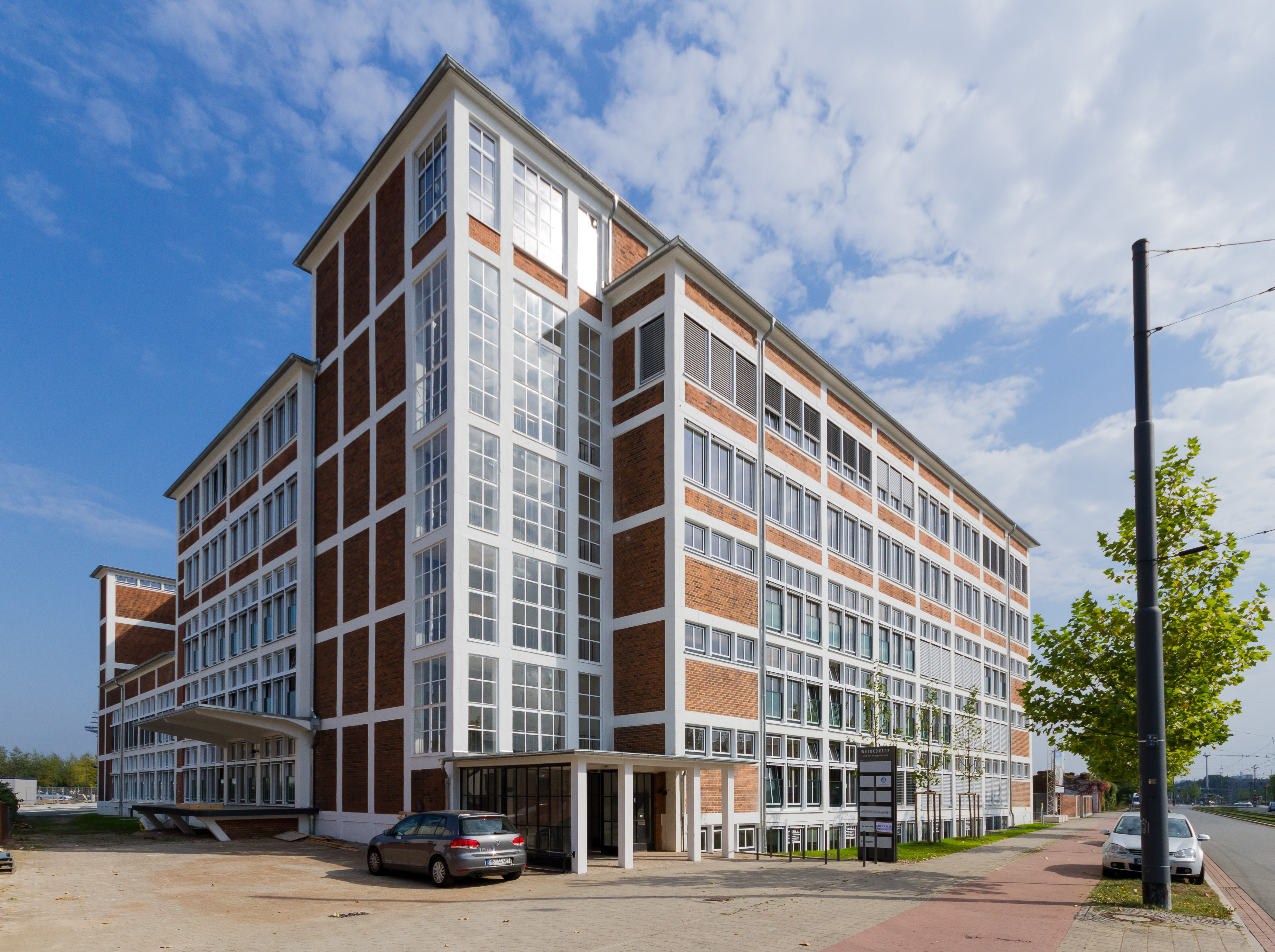
Nr. 7: Reidemeister und Ulrichs

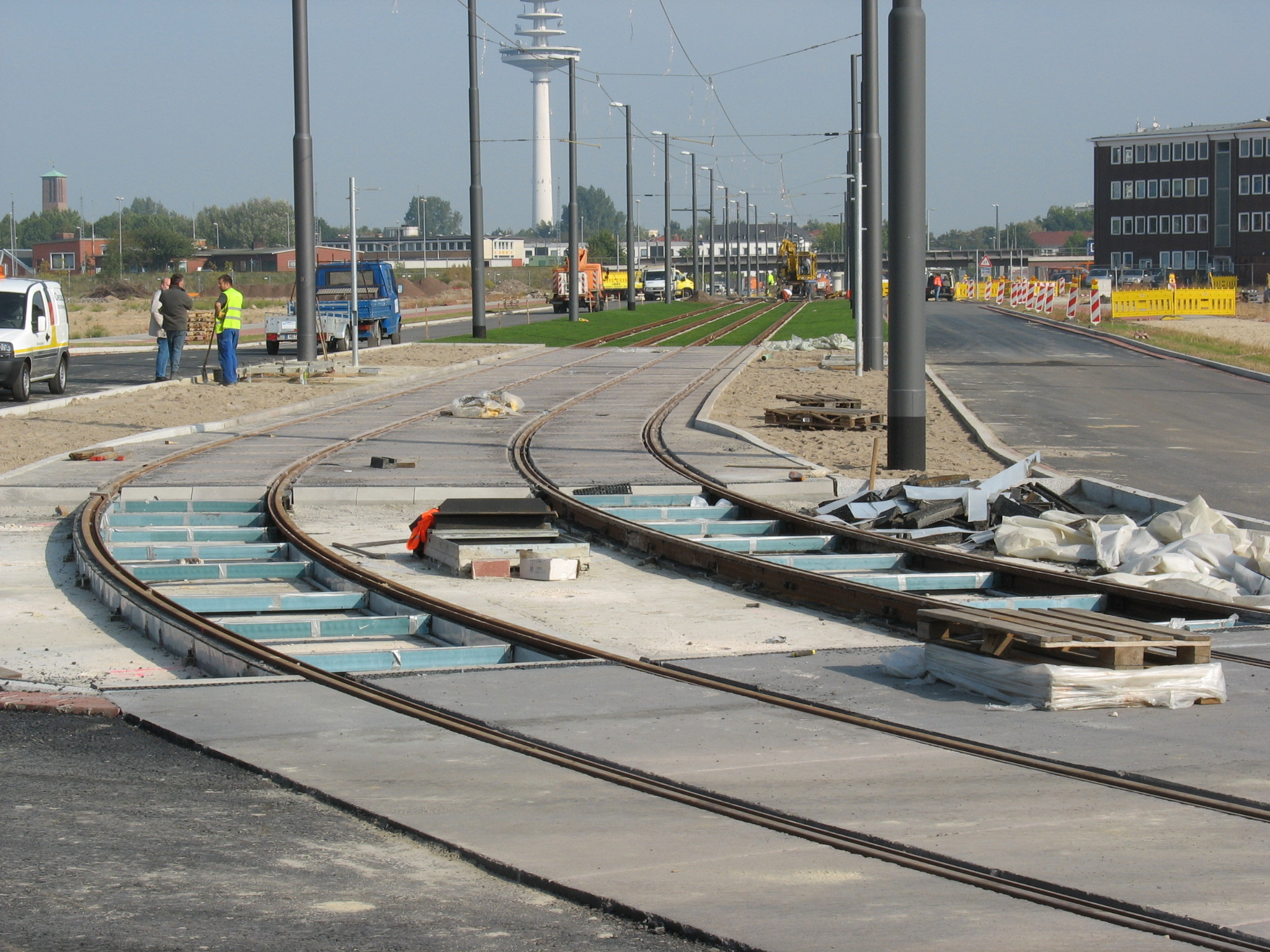
2006: Auf der Muggenburg, Höhe Kellogg’s: Bauarbeiten der Straßenbahntrasse

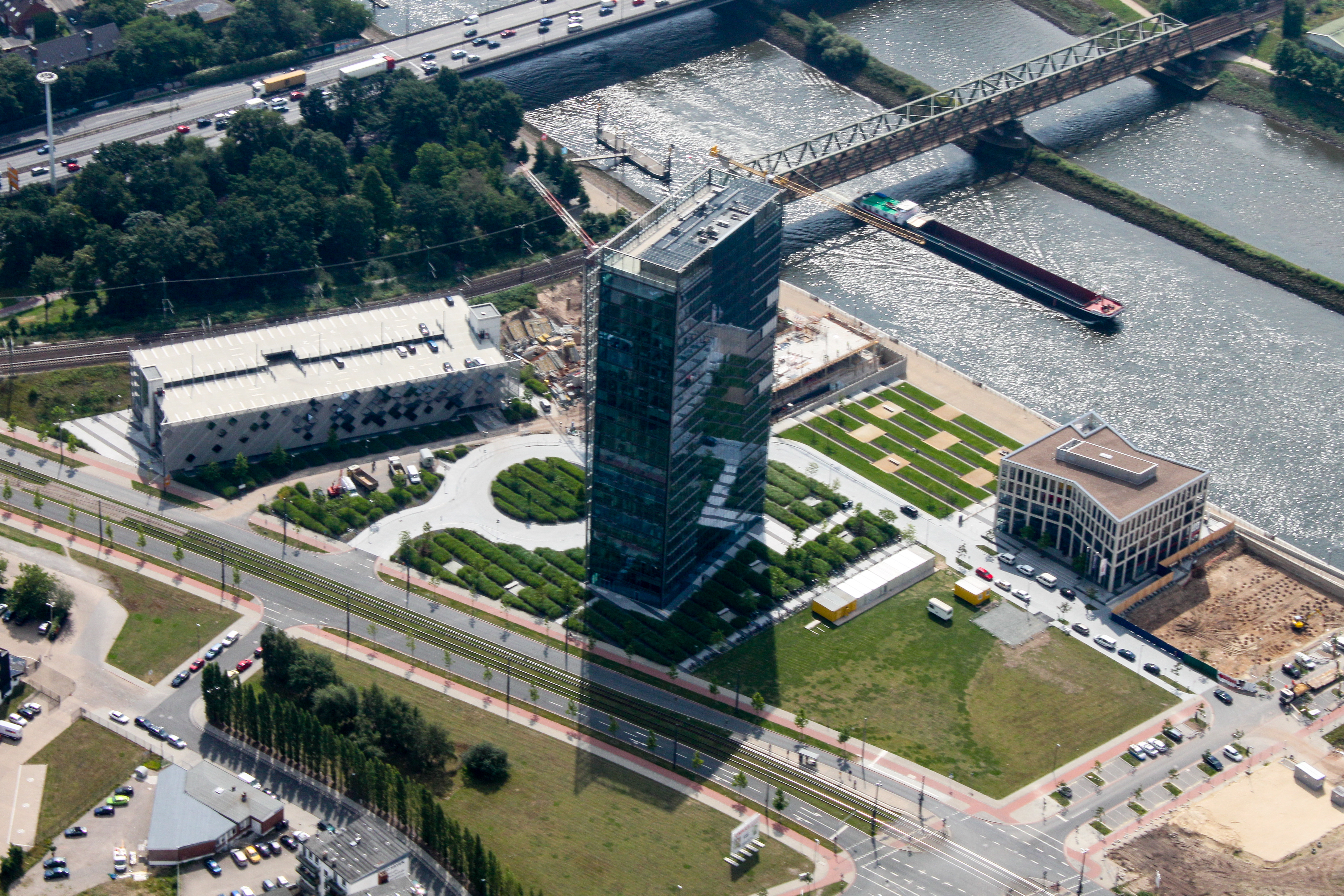
2012: Eduard-Schopf-Allee, rechts Auf der Muggenburg, Weser-Quartier mit Weser Tower und Haus am Fluss

Die Durchgangsstraße Auf der Muggenburg in Bremen, Stadtteil Walle, Ortsteil Überseestadt führt in Ost-West-, dann in Nord- und dann West-Ost-Richtung im Halbkreis von der Straße Eduard-Schopf-Allee zum Hansator.
Die Querstraßen und die Anschlussstraßen wurden benannt u. a. als Eduard-Schopf-Allee nach dem Unternehmer Eduard Schopf (1893–1935) und Gründer der Bremer Firma Eduscho; Lloydstraße 1911 nach der Bremer Reederei Norddeutscher Lloyd; Schellackstraße nach der Schellack-Fabrik von Stroever; Stephanikirchenweide nach der Weidefläche, die ab 1139 dem Kirchspiel Stephani gehörte und auf der ab 1871 der Freihafen entstand; Zollpfad nach dem Pfad an der Zollgrenze; Hoerneckestraße 1927 nach dem Direktor der BLG, Hugo Hoernecke (1852–1911); An der Reeperbahn nach einer Seilerbahn wo Reepschläger geringwertigere Seile produzierten; Am Kaffee-Quartier nach den Produktionsstätten für Kaffee; Überseepromenade nach der Promenade am Hafenbecken; Ludwig-Franzius-Platz 2009 nach dem Wasserbauingenieur und bremischen Oberbaudirektor; Johann-Jacobs-Straße nach dem Gründer des Unternehmens Jacobs; Konsul-Smidt-Straße 1927 nach dem Kaufmann und Mitglied der Bremischen Bürgerschaft Johann Smidt (1839–1910); und Hansator nach der Hanse, einer Vereinigung als Kaufmannshanse und dann als Städtehanse an der Ost- und Nordsee, zu der Bremen ab 1260 mit Unterbrechungen gehörte.

## Geschichte

### Name
Die „Muggenburg“ war um 1800 eine dörfliche Siedlung mit einer großen Tradition in Kalkbrennerei und lag damals noch vor den Toren der Stadt. Das niederdeutsche Wort „Muggen“ bedeutet „Mücken“, deutet also auf die vielen Mücken hier im Niederungsgebiet der Weser hin.
Die heutige Straße „Auf der Muggenburg“ wird im Adressbuch 1951 als „nach 1945 benannt“ bezeichnet. Eine Straße dieses Namens existierte jedoch schon lange vorher, mindestens seit 1840, damals gab es zusätzlich eine „Muggenburger Straße“. Die alte und die neue Straße sind nicht identisch, da die Straßen in diesem Gebiet nach 1945 neu trassiert wurden.

### Entwicklung
Vor dem Bau der stadtbremischen Häfen siedelten sich hier am Weserufer die ersten Industriefirmen an (Eisengießerei Waltjen, Mineralölfabrik von Korff, eine Kalkbrennerei). Nachdem 1888 der Freihafen in Betrieb genommen worden war, entstand auf der Halbinsel ein Wohngebiet mit Gewerbebetrieben und Speichern, umgeben von der Weser, den Güterbahnlinien und dem Hafenbecken, und getrennt vom Freihafen durch den Zollzaun. Das isolierte Quartier hatte jenseits der Weser am Floßhafen eine „wilde“ Badestelle, die anner Piepe hieß. Auch das Quartier wurde von den Muggenburgern „Piepe“ genannt.
Das Familienunternehmen Meyer & Klatte von 1863 vergrößerte sich ständig. 1910 entstanden große Stallungen für bis zu 40 Pferde.
Nach dem Zweiten Weltkrieg, in dem zwischen 1941 und 1944 alle Häuser in diesem Gebiet zerstört worden waren, wurden die Wohnhäuser und ihre engen Straßen nicht wieder aufgebaut. Stattdessen entstand in dem langen schmalen Bereich zwischen der Weser und der wiederaufgebauten Zollmauer des Freihafens ein Industriegebiet, das durch den Straßenzug Vor der Reeperbahn – Auf der Muggenburg – Stephanikirchenweide erschlossen wurde. Die wichtigere Hauptverkehrsstraße war jedoch der parallele Korffsdeich nördlich der Bahnlinie, über den bis 1962 die Straßenbahnen der Linie 2 und 3 geführt wurden.
Durch den Bau der Stephanibrücke und ihrer autobahnähnlichen Zufahrten bis 1968 wurde das Gebiet von der Innenstadt abgeschnitten, beide Straßen (Korffsdeich und Vor der Reeperbahn) wurden zu Sackgassen in Richtung Innenstadt. Das durch die Straße „Auf der Muggenburg“ erschlossene Gebiet geriet in eine abseitige Lage und war jetzt nur noch auf großen Umwegen erreichbar.
Im Rahmen des Konzeptes der Überseestadt wurde die Straße 2006 mit einer Straßenbahn in Mittellage ausgebaut und durch ihre neuen Verlängerungen Eduard-Schopf-Allee und Hansator zur Hauptverkehrsstraße. Das Straßennetz wurde neu geordnet. Beidseitig der Straßen Eduard-Schopf-Allee und Auf der Muggenburg entstand das neue Weser-Quartier u. a. mit dem Weser Tower, dem Haus am Fluss, den Hochgaragen sowie anderen Bürogebäuden. Für das neue Quartier Überseeinsel mit dem 15 ha großen Gelände, ehemals genutzt durch die der Firma Kellogg, wurde ab 2019 ein städtebaulicher Rahmenplan entwickelt und 2021/22 ein neuer Bebauungsplan.

### Verkehr
Die Straßenbahn Bremen durchfährt seit Dezember 2006 die Straße mit den Linien 3 (Weserwehr – Gröpelingen) und seit 2019 die Linie 5 (Bürgerpark – Europahafen).

## Gebäude und Anlagen
- Am Weser-Terminal Nr. 10: 5-gesch. Bürogebäude Haus am Fluss von 2011 nach Plänen der Gruppe GME (Bremen) für die Siedentopf GmbH
- Stephanitorsbollwerk Nr. 1: 6- und 7-gesch. Bürohaus der Deutschen Windtechnik AG
- Nr. 4: 13-gesch., 47 Meter hohes dreieckiges Bürohochhaus Bömers Spitze von 2019/20 nach Plänen von Hilmes & Lamprecht (Bremen) für das Bremer Immobilienunternehmen Justus Grosse, auch Sitz der Wirtschaftsförderungsgesellschaft
- 5-gesch. Parkhaus
- Nr. 7/9: 5-gesch. denkmalgeschütztes Kontorhaus und Hafenspeicher Auf der Muggenburg von 1951 (Anbau 1962) nach Plänen von Wilhelm Wortmann und Erik Schott (Bremen) für die Weinhandelsfirma Reidemeister & Ulrichs[8]
- Hochbunker mit 2814 Plätzen
- Nr. 15: Restaurant
- Nr. 18: Gemüsewerft: Urbane Landwirtschaft mit Biergarten
- Um Nr. 30: Das benachbarte Kelloggsgelände im Quartier Überseeinsel zwischen Muggenburg und Weser wird nach einem städtebaulichen Wettbewerb und einem Bebauungsplan von 2021/22 umgenutzt (um 600 Wohnen, Büros, Gewerbe, Hotel, Restaurants, Weserpromenade)
  - Sitz der Überseeinsel GmbH
  - Geschäftsstelle des Landessportbundes Bremen
  - Restaurant
  - 7-gesch. Bürogebäude Bora von 2022/23 nach Plänen von Delugan Meissl (Wien) für die Überseeinsel GmbH
- Marina Europahafen Bremen von 2011/12
- Ludwig-Franzius-Platz mit Neubauten von 2022/23
  - Vier mehrgeschossige Wohn- und Geschäftshäuser
- Hansator Nr. 15: 5-gesch. B&B Hotel Bremen-Überseestadt